# 諾里斯峽谷 (加利福尼亞州)
諾里斯峽谷（英語：Norris Canyon）是位於美國加利福尼亞州康特拉科斯塔縣的一個人口普查指定地區。

## 地理
諾里斯峽谷的座標為37°44′46″N 121°59′20″W / 37.74611°N 121.98889°W，而該地最高點為海拔高度324米（即1063英尺）。

## 人口
根據2010年美國人口普查的數據，諾里斯峽谷的面積為9.158平方千米，當中陸地面積為9.158平方千米，而水域面積為0.000平方千米。當地共有人口957人，而人口密度為每平方千米104人。